# سارا سیگلار
سارا سیگلار (انگلیسی: Sarah Siegelaar؛ زادهٔ ۴ اکتبر ۱۹۸۱) قایقران روئینگ اهل پادشاهی هلند است.